# The Prodigal
 The Prodigal és una pel·lícula estatunidenca dirigida per Richard Thorpe, estrenada el 1955.

## Argument
El 70 abans de J.-C., el jueu Micah coneix Samarra, la sacerdotessa d'Astarte. S'hi apassiona i deixa la seva família per a la vida d'excessos de Damasc. Micah es sotmet a tots els capricis de la sacerdotessa, cosa que li suposa de ser convertit en esclau per Nahreeb, el gran sacerdot de Baal. Samarra li demana llavors que abjuri públicament la seva fe. Refusa i fuig. Participa en una revolta en el transcurs de la qual Nahreeb serà penjat pel poble i Samarra morirà en una foguera destinada als sacrificis humans. Micah torna al seu poble on el seu pare el sabrà perdonar.

## Repartiment
- René Arrieu: Narrador
- Lana Turner: Samarra
- Edmund Purdom: Micah
- Louis Calhern: Nahreeb
- Audrey Dalton: Ruth
- James Mitchell: Asham
- Neville Brand: Rhakim
- Walter Hampden: Eli
- Taina Elg: Elissa
- Francis L. Sullivan: Bosra
- John Dehner: Jaram
- Sandy Descher: Yasmin
- Cecil Kellaway: Governador
- Philip Tonge: Cirurgià
- David Leonard: El cec
- Henry Daniell: Ramadi